# Leonard Mlodinow
Leonard Mlodinow (Chicago, 1954. november 26. –) amerikai elméleti fizikus és matematikus, forgatókönyvíró és író. A fizikában a nagy N-tágulásról, az atomok spektrumának a probléma végtelen dimenziós változatának figyelembevételén alapuló közelítési módszeréről, valamint a dielektrikumok belsejében lévő fény kvantumelméletéről szóló munkáiról ismert.
A nagyközönség számára is írt könyveket, amelyek közül öt a New York Times bestsellerje, köztük a The Drunkard's Walk: How Randomness Rules Our Lives (Részeg bolyongás: Hogyan uralja a véletlen az életünket) című könyvet, amelyet a New York Times figyelemreméltó könyvének választottak, és bekerült a Royal Society Tudományos Könyvdíj rövid listájára; A Stephen Hawkinggal közösen írt Grand Design, amely azt állítja, hogy Istenre hivatkozni nem szükséges a világegyetem eredetének magyarázatához; A War of the Worldviews (A világnézetek háborúja), Deepak Choprával közösen; és a Subliminal: How Your Unconscious Mind Rules Your Behavior (A tudattalan), amely megnyerte a 2013-as PEN/E. O. Wilson irodalomtudományi írói díjat. Nyilvános előadásokat és médiaszerepeket is tart többek között a Morning Joe és a Through the Wormhole című műsorokban, és Deepak Chopráról vitázott az ABC Nightline műsorában.

## Életrajza
Mlodinow Chicagóban, Illinois államban született olyan szülőktől, akik mindketten holokauszt-túlélők voltak. Édesapja, aki több mint egy évet töltött a buchenwaldi koncentrációs táborban, szülővárosában, Częstochowában, a náci Németország által megszállt Lengyelország Lengyel Főkormányzóság-i területén a zsidó ellenállás vezetője volt. Gyerekkorában a matematika és a kémia egyaránt érdekelte, középiskolás korában pedig szerves kémiából tanította az Illinoisi Egyetem (Champaign-Urbana) professzora. Ahogy Feynman's Rainbow (Feynman szivárványa) című könyve elmeséli, érdeklődése a fizika felé fordult abban a félévben, amikor a főiskoláról egy izraeli kibucra költözött, és ezalatt éjszaka nem sok dolga volt azon kívül, hogy elolvasta a The Feynman Lectures on Physics (Feynman-előadások a fizikáról) című könyvet, amely azon kevés angol könyvek egyike volt, amelyeket a kibuc könyvtárban talált.
Mlodinow doktorált a Kaliforniai Egyetemen, Berkeleyben. Abban a doktori disszertációban dolgozott ki egy új típusú perturbációelméletet a nemrelativisztikus kvantummechanikára, amely a probléma végtelen dimenziós megoldásán alapul, majd korrigálja azt a tényt, hogy három dimenzióban élünk. A módszer az elméleti kémikusok által használt 1/d expanzió alapja lett. Úttörő és innovatív munkát végzett a nemlineáris optika kvantumelméletében is. A nemlineáris kvantumoptika központi problémája az, hogy hogyan lehet kvantálni egy olyan dielektrikumot, amely a szokásos homogenitások és anizotrópiák mellett nemlinearitást és diszperziót is tartalmazhat, és az ezirányú korábbi kísérletek, bár beépítették az ismert lineáris elméletet, nem reprodukálták teljesen a nemlineáris egyenleteket.
1981-ben Mlodinow csatlakozott a Caltech karához. Később Alexander von Humboldt ösztöndíjasnak nevezték ki, és a Max Planck Fizikai és Asztrofizikai Intézetben dolgozott Münchenben, Németországban. 1986-ban Mlodinow otthagyta a főállású egyetemi munkáját, hogy írói karriert kezdjen. Könyvein kívül számos epizódot írt számos televíziós sorozathoz, köztük a Star Trek: The Next Generation és a MacGyver sorozathoz, számítógépes játékokat készített Steven Spielberg rendezővel és Robin Williams színésszel, és többek között ő írta a 2009-es Beyond the Horizon című film forgatókönyvét. Tovább folytatta az elméleti fizika kutatását, majd 2005-ben ismét csatlakozott a Caltech karához, majd 2013-ban távozott. Legújabb fizikai munkája az idő nyilaival, a kvantumdekoherenciával, valamint a diszkrét kvantum véletlenszerű séták és a kvantumelmélet relativisztikus egyenletei kapcsolatával foglalkozik.

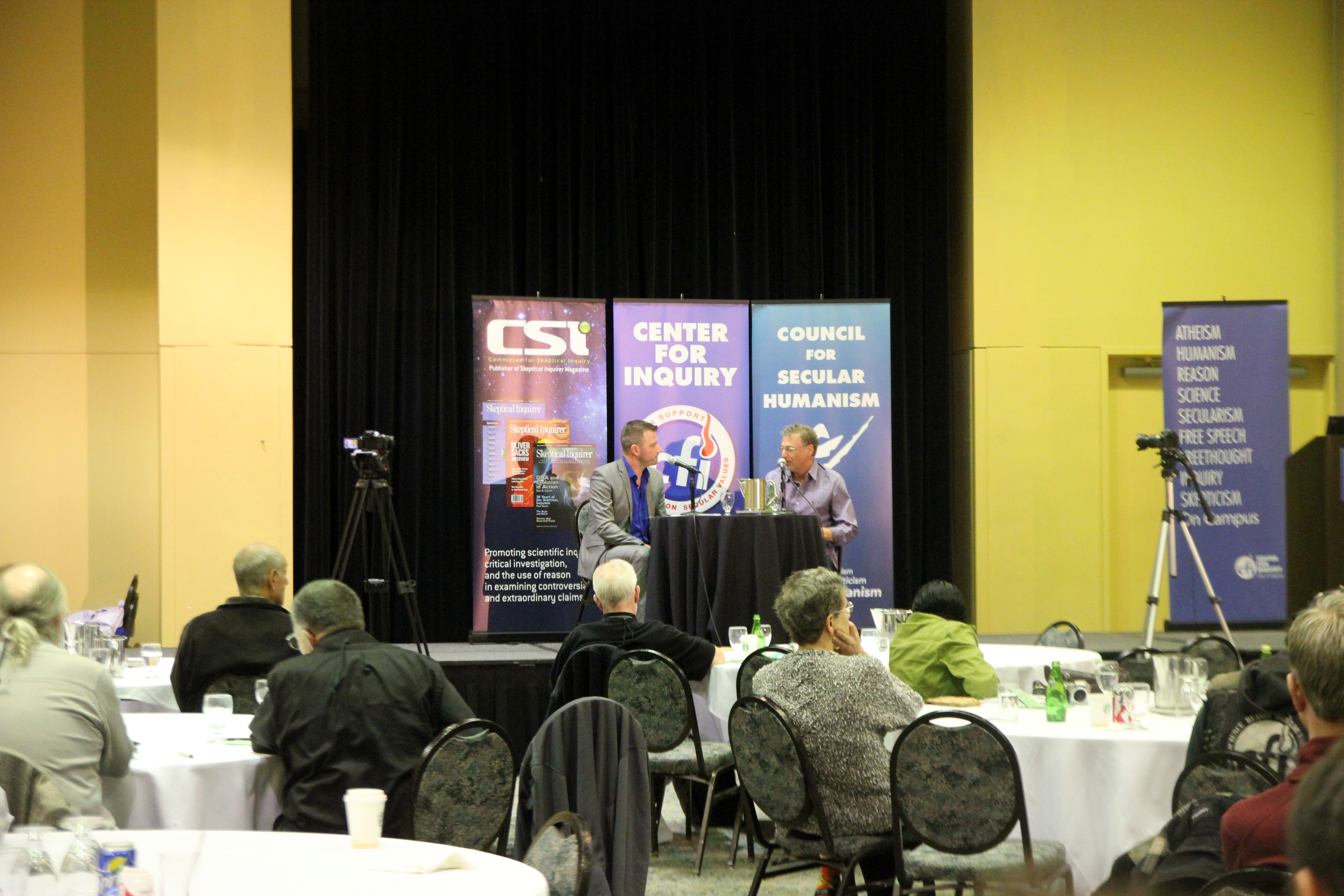
A Point of Inquiry műsorvezetője Josh Zepps interjút készít Mlodinow-val – CFI csúcstalálkozó – 2013

## Művei

### Könyvek
- Emotional: How Feelings Shape Our Thinking (2022) (ISBN 978-1-5247-4759-6)
- Stephen Hawking: A Memoir of Friendship and Physics (2020) (ISBN 978-1524748685)
- Elastic: Flexible Thinking in a Time of Change (2018) (ISBN 1-101-87092-3) Új pillantás a változás idegtudományára – és arra, hogy a rugalmas gondolkodás hogyan segíthet boldogulni egy olyan világban, amely minden eddiginél gyorsabban változik.
- The Upright Thinkers: The Human Journey from Living in Trees to Understanding the Cosmos (2015) (ISBN 978-0-30790-823-0) Az emberi haladás története, korunktól az afrikai szavannán át a modern kvantumfizika feltalálásáig.
- Subliminal: How Your Unconscious Mind Rules Your Behavior (2012) (ISBN 0-307-37821-7) Leírja, hogy azokat a dolgokat, amelyekről azt gondoljuk, hogy tudatosak, szabadon választottak, valójában a tudatalattink irányítja.
- The War of the Worldviews (2011) (ISBN 978-0-307-88688-0) Deepak Chopra-val. A két szerző tudományos és spirituális nézőpontjából szembeállítva válaszol a világegyetemről, a tudatról, az életről és Istenről szóló nagy kérdésekre.
- The Grand Design (2010) (ISBN 0-553-80537-1) with Stephen Hawking. Ez a könyv azzal érvel, hogy nem szükséges Istenre hivatkozni a világegyetem eredete magyarázatához.
- The Drunkard's Walk: How Randomness Rules Our Lives (2008) (ISBN 0-375-42404-0), a véletlenszerűséggel és az emberek arra való képtelenségével foglalkozik, hogy ezt mindennapi életükben figyelembe vegyék.
- A Briefer History of Time (2005) (ISBN 0-553-80436-7), Stephen Hawkinggal.
- Feynman's Rainbow: A Search for Beauty in Physics and in Life (2003) (as published in US) (ISBN 0-446-53045-X), Richard Feynmannel való kapcsolatáról és Richard Feynman éleselméjűségéről szól, a nyolcvanas évek elején, a Caltechben töltött posztdoktori éveiben. A könyv betekintést nyújt Feynman fizikához és élethez való hozzáállásába, Murray Gell-Mannnal való kapcsolatába és a húrelmélet térnyerésébe.
- Euclid's Window: The Story of Geometry from Parallel Lines to Hyperspace (2001) (ISBN 0-684-86523-8) a görbe tér(wd) gondolatát és a geometria történetét írja le.

### Gyermekkönyvek
- The Kids of Einstein Elementary: Titanic Cat, co-authored with Matt Costello(wd) and Josh Nash (2004) (ISBN 0-439-53774-6)
- The Kids of Einstein Elementary: The Last Dinosaur, co-authored with Matt Costello and Josh Nash (2004) (ISBN 0-439-53773-8)

### Cikkek
- "Mindware and Superforecasting." New York Times (October 15, 2015): 23.
- "It is, in Fact, Rocket Science," New York Times (May 15, 2015): 23.
- "Love and Math: The Heart of Hidden Reality." New York Times (October 25, 2013): 15.
- "Most of Us are Biased After All." New York Times (April 4, 2013): 58.
- "In Hollywood, Theories of Infinite Dimensions." New York Times (June 3, 2012): 58.
- "A Facial Theory of Politics." New York Times (April 22, 2012): 58.
- "Physics: Fundamental Feynman." Nature 471 (2011), 296–297.
- Hawking, Stephen, and Leonard Mlodinow. "The (elusive) theory of everything." Scientific American 303.4 (2010): 68–71.
- Hawking, Stephen, and Leonard Mlodinow. "Why God did not create the universe." Wall Street Journal (September 4—5, 2010) W 3 (2010).
- "A hint of hype, a taste of illusion." Wall Street Journal (November 20, 2009).
- "The Triumph of the Random," Was Joe Di Maggio's hitting streak a fluke?" Wall Street Journal (July 16, 2009).
- "Meet Hollywood's Latest Genius." Los Angeles Times (July 2, 2006).

### Magyarul megjelent
- Eukleidész ablaka; A geometria története a párhuzamosoktól a hipertérig (Euclid's Window) – Akkord, Budapest, 2003 · ISBN 9639429163 · Fordította: Abonyi Iván
- Feynman szivárványa. Szépség a fizikában és az életben (Feynman's rainbow) – Park, Budapest, 2004 · ISBN 963530627X · Fordította: Seres Iván
- Stephen Hawking – Leonard Mlodinow: Az idő még rövidebb története (A Briefer History of Time) – Akkord, Budapest, 2006 · ISBN 9789632520872 · Fordította: Both Előd
- Stephen Hawking – Leonard Mlodinow: A nagy terv; Új válaszok az élet nagy kérdéseire (The Grand Design) – Akkord, Budapest, 2011 · ISBN 9789632520551 · Fordította: Both Előd
- A tudattalan; Miképpen befolyásolja tudattalan elménk a viselkedésünket (Subliminal) – Akkord, Budapest, 2014 · ISBN 9789632520759 · Fordította: Both Előd
- Részeg bolyongás; Hogyan irányítja a véletlen az életünket (The Drunkard's Walk) – Akkord, Budapest, 2014 · ISBN 9789632520698 · Fordította: Both Előd
- Az emberi gondolkodás rövid története – Akkord, Budapest, 2018 · ISBN 9789632521039 · Fordította: Both Előd
- Stephen Hawking; Emlékeim barátságról és fizikáról – Akkord, Budapest, 2020 · ISBN 9789632521428 · Fordította: Both Előd
- Érzelmeink. Miként befolyásolják érzéseink a gondolkodásunkat?; ford. Both Előd; Akkord, Budapest, 2023

## Díjai
- 2013 PEN/E. O. Wilson Literary Science Writing Award(wd), Subliminal
- 2010 Liber Press Award for the Popularization of Science
- 2008 Robert P. Balles Prize for Critical Thinking for his book The Drunkard's Walk: How Randomness Rules our Lives awarded by the Committee for Skeptical Inquiry(wd) (CSICOP)

## Egyéb információk
- Honlapja
- Leonard Mlodinow az Internet Movie Database oldalon (angolul)
- PhysicsWeb Review of "Feynman's Rainbow"

## Fordítás
- Ez a szócikk részben vagy egészben  a   Leonard Mlodinow című angol Wikipédia-szócikk fordításán alapul.  Az eredeti cikk szerkesztőit annak laptörténete sorolja fel. Ez a jelzés csupán a megfogalmazás eredetét és a szerzői jogokat jelzi, nem szolgál a cikkben szereplő információk forrásmegjelöléseként.